# Milos
Milos (na grčki Μήλος), bivši Melos, a još prije osvajanja i ponovne kolonizacije Atenjana 416. godine pr. Kr. Malos, je grčki vulkanski otok u Egejskom moru.
Poznat je po kipu Afrodite (Milska Venera, sada je u Louvreu), te po kipovima grčkog boga Asklepija, Posejdona (u Britanskom muzeju) i Apolona (u Ateni).
Područje Milosa obuhvaća i nenaseljene otoke Antimilos i Ananes. Čitavo područje ima površinu od 160.147 km², a 2001. godine na tom području živjelo je 4,441 stanovnika.

## Povijest
Zbog svog strateškog položaja između Grčke i Krete, kao i rudnika opsidijana, koji se zbog svoje čvrstoće koristio za izradu vršaka strijela, bilo je to važno središte rane Egejske civilizacije. Na poznatom nalazištu iz brončanog doba Filakopi pronađene su gradske zidine i Minojska palača s raznim freskama. Pronađeno je i mnogo ukrašenih glinenih predmeta, s cvjetnim uzorcima, kao i velika nalazišta opsidijana.
Postoje neke indikacije da je jedno vrijeme Milos bio pod Feničkom okupacijom. Nakon toga, okupirali su ga Dorani. U 6. stoljeću pr. Kr. ponovno dolazi do razvoja kulture, proizvode se velike količine vaza s mitološkim temama, kao i serija reljefa od terakote.
Tijekom Peloponeskog rata, Milos je bio neutralan.  Otok je bio naseljen spartanskim kolonistima koji nisu imali demokratski poredak i je 415. godine pr. Kr. napala i osvojila Atena, poubijavši sve muškarce sposobne nositi oružje što je bilo po ratnom zakonu, a žene i djecu odveli su u roblje. To je bi i geopolitički rat između kopna i mora, Sparta vs. Atena.  Zanimljiv je bio pregovor Eufema, predstavnika atenske flote koja je opkolila Milos i Milonjana na glavnom trgu otoka Milosa koj se nisu htjeli predati. Milonjani: "Nismo mi napali Vas, nego ste Vi napali nas. Pravda je na našoj strani" Eufem im je na to odgovorio: "Oduvijek je vrijedilo pravilo da jači slabijeg tlači. Nismo mi izmislili taj zakon. Taj zakon postoji oduvijek i Vi bi ste se pozvali na njega da ste jači od nas."  Tako je završili pregovori nakon koji je slijedio napad i osvajanje Milosa od strane Atenjana. Na to mjesto doveli su 500-tinjak atenskih kolonista. Kasnije je otok vraćen u posjed Doranima, ali nikada više nije vratio svoj sjaj.
Na početku nove ere, bilo je mnogo židovskih doseljenika na otoku, ali i kršćanstvo je rano dospjelo na otok.
Populacija je 1907. iznosila, skupa s okolnim područjem, čak 12.700 stanovnika, dok danas ima tek oko 4.700. No, u zadnje vrijeme vidljiv je polagan demografski rast.

## Geografski položaj
Milos pripada otočnoj skupini Cikladi, nalazi se na krajnjem jugozapadu te skupine. 
Od sjevera prema jugu iznosi 13 km, a od zapada prema istoku 23 km, a površina mu iznosi 151 km². 
Većinom je brdovit, najveći vrh je Profitis Elias (748 m). 
Otok je vulkanskog podrijetla.
Sada ima luku Adamas, a najveći grad je Plaka.

## Vanjske poveznice
- Službena stranica (na engleskom i grčkom)